# Lucas Pires
Lucas Pires Silva (San Paolo, 24 marzo 2001) è un calciatore brasiliano, difensore del Burnley.

## Carriera
Cresciuto nel settore giovanile del Santos, ha esordito in prima squadra il 3 febbraio 2022, disputando l'incontro del Campionato Paulista vinto per 1-2 contro il Corinthians.

## Statistiche

### Presenze e reti nei club
Statistiche aggiornate al 10 novembre 2024.
| Stagione        | Squadra         | Campionato      | Campionato | Campionato | Coppe nazionali | Coppe nazionali | Coppe nazionali | Coppe continentali | Coppe continentali | Coppe continentali | Altre coppe | Altre coppe | Altre coppe | Totale | Totale |
| Stagione        | Squadra         | Comp            | Pres       | Reti       | Comp            | Pres            | Reti            | Comp               | Pres               | Reti               | Comp        | Pres        | Reti        | Pres   | Reti   |
| --------------- | --------------- | --------------- | ---------- | ---------- | --------------- | --------------- | --------------- | ------------------ | ------------------ | ------------------ | ----------- | ----------- | ----------- | ------ | ------ |
| 2022            | Santos B        | -               | -          | -          | -               | -               | -               | -                  | -                  | -                  | CP          | 9           | 0           | 9      | 0      |
| 2022            | Santos          | A1/SP+A         | 10+20      | 0          | CB              | 5               | 0               | CS                 | 7                  | 0                  | -           | -           | -           | 42     | 0      |
| 2023            | Santos          | A1/SP+A         | 10+9       | 0          | CB              | 4               | 0               | CS                 | 4                  | 0                  | -           | -           | -           | 27     | 0      |
| Totale Santos   | Totale Santos   | Totale Santos   | 49         | 0          |                 | 9               | 0               |                    | 11                 | 0                  |             | -           | -           | 69     | 0      |
| 2023-2024       | Cadice          | PD              | 28         | 1          | CR              | 2               | 0               | -                  | -                  | -                  | -           | -           | -           | 30     | 1      |
| 2024-2025       | Burnley         | FLC             | 13         | 0          | FACup+CdL       | 0+1             | 0               | -                  | -                  | -                  | -           | -           | -           | 14     | 0      |
| Totale carriera | Totale carriera | Totale carriera | 90         | 1          |                 | 12              | 0               |                    | 11                 | 0                  |             | 9           | 0           | 122    | 1      |